# Miquel Iceta
Miquel Octavi Iceta i Llorens (ur. 17 sierpnia 1960 w Barcelonie) – hiszpański oraz kataloński polityk i samorządowiec, deputowany, pierwszy sekretarz Partii Socjalistów Katalonii (PSC), w 2021 minister polityki terytorialnej i służb publicznych, od 2021 do 2023 minister kultury i sportu.

## Życiorys
Studiował chemię i ekonomię na Uniwersytecie Autonomicznym w Barcelonie, nie kończąc tych kierunków. Zaangażował się w działalność polityczną w ramach Partii Socjalistów Katalonii, katalońskiego ugrupowania skonfederowanego z Hiszpańską Socjalistyczną Partią Robotniczą (PSOE). W 1984 dołączył do władz wykonawczych tej formacji. W latach 1987–1991 był radnym w Cornellà de Llobregat. Następnie pracował w administracji centralnej jako dyrektor departamentu analiz prezydencji rządu (1991–1995) i zastępca dyrektora gabinetu prezydencji rządu (1995–1996).
W latach 1996–1999 sprawował mandat posła do Kongresu Deputowanych. Od 1999 do 2021 był posłem do katalońskiego parlamentu. W 2014 został wybrany na pierwszego sekretarza PSC. W styczniu 2021 objął stanowisko ministra polityki terytorialnej i służb publicznych w drugim gabinecie Pedra Sáncheza. W lipcu tego samego roku przeszedł na stanowisko ministra kultury i sportu.
W 2023 ponownie wybrany w skład niższej izby Kortezów Generalnych. W listopadzie tego samego roku zakończył pełnienie funkcji rządowej.